# Tschuschka (Halbinsel)
Tschuschka (russisch Чушка́) ist eine Halbinsel im Süden Russlands. Sie bildet das nordwestliche Ende der wesentlich größeren Taman-Halbinsel.

## Geographie
Die Halbinsel ist eine Nehrung und hat die hierfür typische Form, schmal und langgestreckt. Dort, wo sie im Norden, im Übergangsbereich des Asowschen Meeres zur Straße von Kertsch und in der Nähe des Ortes Iljitsch, mit der größeren Taman-Halbinsel und damit mit dem Festland verbunden ist, und auch anschließend über rund ein Viertel ihrer Länge von etwa achtzehn Kilometern, kommt sie auf eine Breite von nur rund 100 Metern. Am südwestlichen Ende verbreitert sie sich auf gut einen Kilometer. Auch wenn sie oftmals als Landzunge bezeichnet wird, so erfüllt sie die dafür formell notwendige Bedingung, ihre breiteste Stelle an der Verbindung zum Festland zu haben, nicht.
Tschuschka erstreckt sich von Nordost nach Südwest und trennt dabei die Straße von Kertsch, welche das Schwarze Meer mit dem Asowschen Meer verbindet, im Nordwesten, von der Bucht von Taman und der Dinskoi-Bucht im Südosten. Im Bereich der Halbinsel ist die Straße von Kertsch nur rund vier Kilometer breit, auf der Tschuschka gegenüberliegenden Seite liegt mit der Halbinsel Kertsch das östliche Ende der Krim. Die Seeseite bietet einen langgestreckten Strand, die Binnenseite ist zergliedert in eine Unmenge kleiner Inselchen und Halbinselchen. Dort befindet sich auch einer der, ansonsten auch auf der restlichen Taman-Halbinsel verbreiteten, Schlammvulkane namens Blewaka (russisch Блевака). Tschuschka ist ein beliebter Rastplatz für Zugvögel.
Verwaltungstechnisch gehört Tschuschka zur Gemeinde Saporoschskoje und liegt im Rajon Temrjuk in der Region Krasnodar.

## Besiedlung
Am südwestlichen, breiteren Ende der Halbinsel liegt der Hafen Port Kawkas, dessen wesentliche Funktion das östliche Ende der Fährverbindung über die Straße von Kertsch zur gleichnamigen Stadt auf der Halbinsel Krim ist. Außerdem befindet sich dort ein kleinerer Ort, der ebenfalls den Namen Tschuschka trägt. Ursprünglich entstanden rund um eine als Sowchos organisierte Fischereistation, haben dessen Bewohner, nach Schließung des Sowchos in den 1990er Jahren, heute mehrheitlich im Bereich des Hafens ihren Arbeitsplatz. Das Fehlen natürlicher Süßwasservorkommen sowie Umweltschäden, bedingt durch eine Ölpest 2007 (siehe unten) und den Neubau von Lagertanks für Chemikalien im Hafenbereich, haben zu einer teilweisen Umsiedlung nach Iljitsch und somit zu einem deutlichen Rückgang der Bevölkerungszahl der Siedlung geführt. Trotz des langen Strandes haben die sonstigen Rahmenbedingungen das Entstehen einer touristischen Infrastruktur verhindert.

## Verkehr

Taman-Halbinsel mit Tschuschka (links oben), Beschriftung in lateinischen Buchstaben. Karte von 1943.

Ausgehend vom Hafen führen zwei Verkehrswege über die gesamte Länge der Halbinsel und weiter auf das Festland in Richtung des nördlichen Kaukasusvorlandes. Zum einen ist dies die A290, gleichzeitig Europastraße 97, zu Zeiten der Sowjetunion und noch übergangsweise bis 2017 als M25 bezeichnet, zum anderen eine Eisenbahnstrecke nach Krymsk.
In der Spätphase des Zweiten Weltkriegs wurde, im Rahmen der Operation Gotenkopf zur Versorgung der deutschen Truppen auf der Ostseite der Meeresstraße, Anfang 1943 durch die Organisation Todt mit dem Bau einer Brücke zwischen den Halbinseln Kertsch und Tschuschka begonnen. Nach dem erzwungenen Rückzug auf die Krim wurde die nicht vollständig fertiggestellte Brücke im Oktober 1943 gesprengt. Nachrückende sowjetische Truppen konnten diese Brücke wiederherstellen. Hierbei erwies es sich als hilfreich, dass während der Kertsch-Eltigener Operation von deutschen Truppen zurückgelassenes Baumaterial in sowjetische Hände fiel. Am 3. November 1944 in Betrieb gegangen, wurde die Brücke schon Mitte Februar 1945 durch Eisgang zerstört und seither nicht wieder aufgebaut. Stattdessen entstand bis 1953 auf Tschuschka der Fährhafen Port Kawkas.
Seit dem Zerfall der Sowjetunion wurden verschiedentlich der Neubau einer Brücke diskutiert und auch Vereinbarungen zwischen Russland und der Ukraine unterzeichnet, ohne dass dies zum Beginn von Baumaßnahmen geführt hätte. Von den angedachten Streckenführungen sehen, mit Ausnahme der südlichsten, welche über die Insel Tusla führt, alle Übrigen einen Anschluss an der Halbinsel Tschuschka vor. Im Rahmen der völkerrechtswidrigen Annexion der Krim durch Russland kündigte der russische Ministerpräsident Medwedew Anfang März 2014 an, den Bau der Krim-Brücke voranzutreiben, und unterzeichnete ein entsprechendes Dekret. Die Brücke wurde im Mai 2018 offiziell eröffnet.
Im Bereich des südlichen Endes von Tschuschka stehen zur Sicherung der Schifffahrt zwei Leuchttürme, der eine 18, der andere 24 Meter hoch.

## Ölpest 2007
Am 11. November 2007 sanken infolge eines Wintersturmes mehrere Frachtschiffe, darunter der Öltanker Volgoneft-139, in der Straße von Kertsch. Etwa 2000 Tonnen Heizöl liefen aus und verschmutzten die Küsten von Tschuschka und Tusla, mehr als 3000 Vögel starben dort.